# Ascalaphus barbara
Ascalaphus barbara là một loài côn trùng trong họ Ascalaphidae thuộc bộ Neuroptera. Loài này được Linnaeus miêu tả năm 1767.